# Distrito de Chóchope
El distrito de Chóchope es uno de los doce que conforman la provincia de Lambayeque, ubicada en el departamento de Lambayeque, bajo la administración del Gobierno regional de Lambayeque, en el norte de Perú.
Desde el punto de vista jerárquico de la Iglesia católica, forma parte de la diócesis de Chiclayo.

## Historia
El distrito fue creado mediante Ley del 11 de octubre de 1909, en el primer gobierno del Presidente Augusto Leguía. En  la actualidad  el distrito tiene más de 100 años  y todos los  11 de octubre se celebra su aniversario de creación.

## Geografía
El distrito tiene una superficie de 79,2738 km².

## Autoridades

### Municipales
- 2018-2022[2]
  - Alcalde: Regina Del Rosario Severino Castro, del Partido Juntos por el Perú (PHP).
  - Regidores:  
    - María Ysidora Jaramillo Díaz de Ordinol (PHP)
    - Luisa Obando Ventura (PHP)
    - Cresencia Orozco Ramírez (PHP)
    - Jaime Carlos Rojas (PHP)
    - Demetrio Salazar Grados	(Alianza para el Progreso).

  - 2014 - 2018[3]
    - Alcalde: César Castro Centurión
    - .http://bancodepoliticosperuanos.com/c/cesar-augusto-castro-centurion-chochope-lambayeque-lambayeque/

### Policiales
- Comisaría:
  - Comisarioː Cmdte. PNP.[4]

### Religiosas
- Diócesis de Chiclayo:[5]
  - Obispo de Chiclayo: Mons. Robert Francis Prevost, OSA[6]
- Parroquia San Pedro[7]
  - Párrocoː Pbro.

## Festividades
- 29 de junio – San Pedro Apóstol, patrono del pueblo, fiesta religiosa.
- 6 de enero – Niño Dios de Reyes, fiesta religiosa y costumbrista.
- 24 de junio – San Juan Bautista, patrono del pueblo, fiesta religiosa